# Света Троица (Робово)
„Света Троица“ или „Свети Дух“ (на гръцки: Αγίας Τριάδας, Αγίου Πνεύματος) е православна църква в кукушкото село Аканджали (Муриес), Гърция, част от Поленинската и Кукушка епархия.
В 1922 година в селото са заселени тракийски гърци бежанци, а по-късно в 1928 година и понтийски гърци. Бежанците първоначално използват старата българска църква „Свети Никола“, построена около 1830 година. В 1935 година изграждат нова църква „Света Троица“ и до нея училищна сграда. Църквата е построена с труда на всички селяни, като майстори са Стилианос Пападопулос, Леондис Орфанидис, Николаос Кириакидис, Николаос Орфанидис, Георгиос Пападопулос, Макариос Орфанидис, Герамисос Пападопулос, Йоанис Пападопулос и Хараламбос Кириакидис. На северозапад има кулообразна камбанария.